# North Eastham
North Eastham est une census-designated place (CDP) située dans la ville d’Eastham, dans le comté de Barnstable dans l’État du Massachusetts, aux États-Unis.